# ルーヴル (競走馬)
ルーヴル (Rouvres) はフランスで生産された競走馬、およびアイルランドで繋養されていた種牡馬。

## 経歴

### 競走馬時代
2001年（2歳時）7月に競走馬デビュー戦を迎え、ティエリ・ジレが騎乗して2着。約2か月後の2戦目にオリヴァー・ドゥルーズの騎乗により初勝利を挙げた。以降移籍するまでドゥルーズが騎乗することになる。続くレースで2着となったあとは重賞競走初挑戦となるトマスブリヨン賞 (G3) に出走したがアクトワンに敗れての2着で、その後は休養に入った。
2002年（3歳時）4月に実戦復帰して勝利し、続くギシュ賞 (G3) を制して重賞競走初勝利を挙げた。そしてジャンプラ賞に出走し、G1競走初勝利を挙げた。しかしその後はレースに出走することなくアメリカへ渡り、フロリダ州インディアンタウン・ギャップにあるペイソンパーク調教場のクリストフ・クレメント厩舎に移籍することになった。
移籍初戦は2003年（4歳時）2月の一般競走となり、ジェリー・ベイリーが騎乗して勝利を挙げた。その後は芝の重賞競走を走り、G2競走で3回2着となったが勝利はできず、この年限りで競走馬を引退した。

### 種牡馬時代
競走馬引退後はアイルランドへ渡り、2004年にグリーントゥリースタッドで種牡馬となった。約30頭に種付けを行ったが、同年7月9日の放牧中、転倒した際に頭蓋骨を骨折したことにより5歳で死亡した。

## 年度別競走成績
- 2001年（2歳） 4戦1勝
  - 2着 トマスブリヨン賞 (G3)
- 2002年（3歳） 3戦3勝
  - 1着 ギシュ賞 (G3) 、ジャンプラ賞 (G1)
- 2003年（4歳） 7戦1勝
  - 2着 エクスプローシヴビッドハンデキャップ (G2) 、バーナードバルークハンデキャップ (G2) 、ベルモントブリーダーズカップハンデキャップ (G2)

## 血統表
| ルーヴルの血統（ダンジグ系 / Northern Dancer 3×5×4=21.88%） | ルーヴルの血統（ダンジグ系 / Northern Dancer 3×5×4=21.88%） | ルーヴルの血統（ダンジグ系 / Northern Dancer 3×5×4=21.88%） | （血統表の出典）     | （血統表の出典） |
| 父 Anabaa 1992 鹿毛                                         | 父の父Danzig 1977 鹿毛                                      | Northern Dancer                                             | Nearctic             | Nearctic         |
| 父 Anabaa 1992 鹿毛                                         | 父の父Danzig 1977 鹿毛                                      | Northern Dancer                                             | Natalma              |                  |
| 父 Anabaa 1992 鹿毛                                         | 父の父Danzig 1977 鹿毛                                      | Pas de Nom                                                  | Admiral's Voyage     | Admiral's Voyage |
| 父 Anabaa 1992 鹿毛                                         | 父の父Danzig 1977 鹿毛                                      | Pas de Nom                                                  | Petitioner           |                  |
| 父 Anabaa 1992 鹿毛                                         | 父の母Balbonella 1984 黒鹿毛                                | Gay Mecene                                                  | Vaguely Noble        | Vaguely Noble    |
| 父 Anabaa 1992 鹿毛                                         | 父の母Balbonella 1984 黒鹿毛                                | Gay Mecene                                                  | Gay Missile          |                  |
| 父 Anabaa 1992 鹿毛                                         | 父の母Balbonella 1984 黒鹿毛                                | Bamieres                                                    | Riverman             | Riverman         |
| 父 Anabaa 1992 鹿毛                                         | 父の母Balbonella 1984 黒鹿毛                                | Bamieres                                                    | Bergamasque          |                  |
| 母 Risiere 1992                                             | 母の父Groom Dancer 1984 鹿毛                                | Blushing Groom                                              | Red God              | Red God          |
| 母 Risiere 1992                                             | 母の父Groom Dancer 1984 鹿毛                                | Blushing Groom                                              | Runaway Bride        |                  |
| 母 Risiere 1992                                             | 母の父Groom Dancer 1984 鹿毛                                | Fetherhill                                                  | Lyphard              | Lyphard          |
| 母 Risiere 1992                                             | 母の父Groom Dancer 1984 鹿毛                                | Fetherhill                                                  | Lady Berry           |                  |
| 母 Risiere 1992                                             | 母の母Rive du Sud 1987                                      | Nureyev                                                     | Northern Dancer      | Northern Dancer  |
| 母 Risiere 1992                                             | 母の母Rive du Sud 1987                                      | Nureyev                                                     | Special              |                  |
| 母 Risiere 1992                                             | 母の母Rive du Sud 1987                                      | Riviere Doree                                               | Secretariat          | Secretariat      |
| 母 Risiere 1992                                             | 母の母Rive du Sud 1987                                      | Riviere Doree                                               | River Queen F-No.1-w |                  |

- 4代母Riverqueenは1976年仏1000ギニー・サンタラリ賞・サンクルー大賞優勝馬。
- 甥に2024年函館2歳ステークス勝ち馬のサトノカルナバルがいる。
- 祖母Rive du Sudの半妹に「薔薇一族」の祖ローザネイがいる。